# Julia Kink
Pour les articles homonymes, voir Kink.
Julia Kink, née le 26 janvier 2004 à Rosenheim, est une biathlète allemande.

## Biographie
Lors des Championnats du monde jeunes de biathlon 2023 à Chtchoutchinsk, elle remporte le titre de l'individuel, puis termine deuxième du sprint et de la poursuite derrière sa compatriote Julia Tannheimer,.
Après trois ans d'étude en Norvège à l'école secondaire des sports NTG (Norges Toppidrettsgymnas) de Lillehammer, elle rentre en Allemagne à l'été 2023.

### Saison 2023-2024
Julia Kink remporte le titre de la mass-start 60 des Championnats du monde juniors de biathlon 2024 à Otepää; elle y remporte aussi le titre en relais avec Alina Nussbicker, Julia Tannheimer et Marlene Fichtner.
Grâce à ses bonnes performances, elle est appelée pour faire ses débuts en Coupe du monde en Amérique du Nord en mars 2024. Lors de l'étape de Soldier Hollow en Utah aux États-Unis, elle remplace à la dernière minute Sophia Schneider poste pour poste en position de finisseuse du relais allemand. Pour son premier relais en Coupe du monde, elle se retrouve à la lutte avec Tandrevold pour la gagne. Un peu plus lente sur le pas de tir mais aussi efficace que la Norvégienne (une seule pioche), elle assure néanmoins à l'équipe d'Allemagne une belle deuxième place sur cette course, dix-sept secondes derrière la Norvège. Le lendemain, elle termine 38e de la poursuite et marque ainsi ses premier points en Coupe du monde.

### Saison 2024-2025
Sa saison 2024-2025 est décevante et elle est touchée par des problèmes de santé, elle met un terme à cette saison dès début mars 2025. En juillet 2025, elle revèle que ses problèmes de santé sont dus à la maladie de Lyme qu'elle a contracté au cours de l'été 2024.

## Palmarès

### Coupe du monde
- Meilleur résultat individuel : 31e de la poursuite à Hochfilzen
- 1 podium : 
  - 1 podium en relais : 1 deuxième place.

 Dernière mise à jour le 24 décembre 2024 

#### Résultats détaillés en Coupe du monde
| 2023-2024 |        |        |    |        |        |         |    |    |        |        |    |    |    |    | .  | .  | .  | .  |    |    |        |        |        |        |    | 91e |
| 2023-2024 | IN     | SP     | PU | SP     | PU     | SP      | PU | MS | SP     | PU     | SP | PU | SI | MS | SP | PU | IN | MS | IN | MS | SP 42e | PU 38e | SP 51e | PU 44e | MS | 91e |
| 2024-2025 |        |        |    |        |        |         |    |    |        |        |    |    |    |    | .  | .  | .  | .  |    |    |        |        |        |        |    |     |
| 2024-2025 | SI 65e | SP 46e | MS | SP 40e | PU 31e | SP N.P. | PU | MS | SP 36e | PU 32e | IN | MS | SP | PU | SP | PU | IN | MS | SP | PU | IN     | MS     | SP     | PU     | MS |     |

#### Podium en relais en Coupe du monde
| Podiums en relais en Coupe du monde | Podiums en relais en Coupe du monde | Podiums en relais en Coupe du monde | Podiums en relais en Coupe du monde | Podiums en relais en Coupe du monde | Podiums en relais en Coupe du monde | Podiums en relais en Coupe du monde | Podiums en relais en Coupe du monde | Podiums en relais en Coupe du monde | Podiums en relais en Coupe du monde | Podiums en relais en Coupe du monde |
| n°                                  | Saison                              | Date                                | Lieu                                | Épreuve                             | Résultat                            | Composition                         | Composition                         | Composition                         | Composition                         | Compétition                         |
| ----------------------------------- | ----------------------------------- | ----------------------------------- | ----------------------------------- | ----------------------------------- | ----------------------------------- | ----------------------------------- | ----------------------------------- | ----------------------------------- | ----------------------------------- | ----------------------------------- |
| 1                                   | 2023-2024                           | 09-03-2024                          | Soldier Hollow                      | Relais 4 x 6 km                     | Médaille d'argent                   | Janina Hettich-Walz                 | Selina Grotian                      | Vanessa Voigt                       | Julia Kink                          | Coupe du monde                      |

### IBU Cup
- 1 podium individuel, dont une victoire.

 Dernière mise à jour le 5 mars 2024 

#### Podiums individuels en IBU Cup
| Podiums individuels en IBU Cup | Podiums individuels en IBU Cup | Podiums individuels en IBU Cup | Podiums individuels en IBU Cup | Podiums individuels en IBU Cup | Podiums individuels en IBU Cup |
| n°                             | Saison                         | Date                           | Lieu                           | Épreuve                        | Résultat                       |
| ------------------------------ | ------------------------------ | ------------------------------ | ------------------------------ | ------------------------------ | ------------------------------ |
| 1                              | 2023-2024                      | 04-01-2024                     | Martell-Val Martello           | Individuel court 12,5 km       | Médaille d'or                  |

### Championnats d'Europe
| Édition \ Épreuve         | Individuel | Sprint | Poursuite | Relais mixte                     | Relais mixte simple              | Relais                           |
| ------------------------- | ---------- | ------ | --------- | -------------------------------- | -------------------------------- | -------------------------------- |
| Brezno-Osrblie 2024       | 37e        | 57e    | 42e       | —                                | —                                | Épreuve inexistante à cette date |
| Martell-Val Martello 2025 | 17e        | 60e    | 47e       | Épreuve inexistante à cette date | Épreuve inexistante à cette date | —                                |

Légende :
- — : non disputée par Julia Kink
- : épreuve absente du programme

### Championnats du monde juniors et jeunes
| Mondiaux / Épreuve           | Individuel                    | Sprint                            | Poursuite                         | Mass Start 60                    | Relais                        | Relais mixte                  |
| 2023 (Jeunes) Chtchoutchinsk | Médaille d'or, Coupe du Monde | Médaille d'argent, Coupe du Monde | Médaille d'argent, Coupe du Monde | Épreuve inexistante à cette date | Médaille d'or, Coupe du Monde | Médaille d'or, Coupe du Monde |
| 2024 (Juniors) Otepää        | 11e                           | 5e                                | Épreuve inexistante à cette date  | Médaille d'or, Coupe du Monde    | Médaille d'or, Coupe du Monde | —                             |

Légende :
- : première place, médaille d'or
- : deuxième place, médaille d'argent
- — : non disputée par Julia Kink
- : épreuve absente du programme